# Hamlet (álbum)
Hamlet es el nombre del sexto disco del grupo madrileño de metal Hamlet, lanzado en el 2002. Debido al contenido de su portada, que solo incluye el nombre del grupo bajo un fondo negro, es conocido como "el álbum negro".  La banda muestra un sonido más pesado que en el anterior, El inferno. Es el último álbum de estudio en el que el bajista Augusto Hernández participa.

## Canciones
- Limítate (J. Molly, L. Tárraga)
- Queda Mucho Por Hacer (J. Molly, L. Tárraga)
- Vivo En Él (J. Molly, L. Tárraga, A. Hernández)
- No Lo Entiendo (J. Molly, L. Tárraga)
- El Disfraz (J. Molly, L. Tárraga, A. Hernández)
- Versus (J. Molly, L. Tárraga, A. Hernández)
- Mira Hacia Atrás (J. Molly, L. Tárraga)
- Acuérdate De Mi (J. Molly, L. Tárraga)
- Ni Un Solo Instante (J. Molly, L. Tárraga, A. Hernández)
- Esperaré En El Infierno (J. Molly, L. Tárraga, A. Hernández)
- Desorden (J. Molly, L. Tárraga)

## Miembros
- J. Molly - voz
- Luis Tárraga - guitarra solista
- Pedro Sánchez - guitarra rítmica
- Augusto Hernández - bajo, coros
- Paco Sánchez - batería